# Paležnica Donja
Paležnica Donja je naseljeno mjesto u sastavu općine Doboj, Republika Srpska, BiH.

## Stanovništvo
| Paležnica Donja    |              |
| godina popisa      | 1991.        |
| Srbi               | 539 (94,06%) |
| Muslimani          | 1 (0,17%)    |
| Hrvati             | 1 (0,17%)    |
| Jugoslaveni        | 4 (0,69%)    |
| ostali i nepoznato | 28 (4,88%)   |
| ukupno             | 573          |

Paležnica Donja kao samostalno naseljeno mjesto postoji od popisa 1991. godine. Do tada se nalazila u sastavu bivšeg naseljenog mjesta Paležnica.

## Šport
Od 1988. održava se Prvomajski noćni turnir u malom fudbalu.